# Montroydita
La montroydita és un mineral de la classe dels òxids. Va ser descoberta l'any 1903, i el seu nom fa honor a Montroyd Sharp, un propietari del jaciment de mercuri de Terlingua, Texas, EUA.

## Característiques
La montroydita és un mineral de mercuri i oxigen, químicament és òxid de mercuri(II), de fórmula HgO i de color entre taronja vermellós i marró. Té una densitat alta (11,22 a 11,23 g/cm³), i cristal·litza en el sistema ortoròmbic. Forma cristalls llargs i prismàtics {001}, rarament aplanats {111}. Les cares terminals sovint presenten estries. També es troba de manera massiva, en pols o en bandes. Els cristalls sovint es troben doblegats o maclats. La seva duresa a l'escala de Mohs oscil·la entre 1,5 i 2.
Segons la classificació de Nickel-Strunz, la montroydita pertany a «04.AB: Òxids amb proporció Metall:Oxigen = 2,1 i 1:1, amb M:O = 1:1 (i fins a 1:1,25); amb cations grans» juntament amb els següents minerals: swedenborgita, brownmil·lerita, srebrodolskita, litargiri, romarchita i massicot.

## Formació i jaciments
És un mineral que es troba en dipòsits hidrotermals de mercuri. Es troba en associació amb altres minerals, com mercuri, cinabri, metacinabri, calomelans, eglestonita, terlinguaita, mosesita, kleinita, edgarbaileyita, guix, calcita o dolomita.